# .sm
.sm은 산마리노의 인터넷 국가 코드 최상위 도메인이다.
도메인 핵은 -ism 접미사가 있는 단어가 될 수 있다.